# 劉信 (厳郷侯)
劉 信（りゅう しん、? - 7年?）は、中国の前漢時代末期の人物。祖父は東平思王劉宇。父は東平煬王劉雲。兄弟に東平王劉開明、武平侯劉璜らがする。新代から後漢初期の群雄で光武帝により汝陰侯に封じられた劉信とは別人である。

## 事跡
| 姓名           | 劉信                                        |
| 時代           | 前漢時代                                    |
| 生没年         | 生年不詳 - 7年?                             |
| 字・別号       | 〔不詳〕                                    |
| 本貫・出身地等 | 〔不詳〕                                    |
| 職官           | 〔不詳〕                                    |
| 爵位・号等     | 厳郷侯〔前漢〕→皇帝〔推戴〕                 |
| 陣営・所属等   | 平帝→孺子嬰→〔独立勢力〕                    |
| 家族・一族     | 弟：東平王劉開明、武平侯劉璜 子：東平王劉匡 |

建平2年（紀元前5年）、父の東平王劉雲より領地を分け与えられて厳郷侯となった。前漢末に平帝が崩御し、王莽が摂皇帝となると、東郡太守翟義はこれを憎み、劉信とその弟の武平侯劉璜・東郡都尉の劉宇らと王莽討伐を画策して、居摂2年（7年）9月、王莽打倒の兵を挙げた。これにより天子として推戴された劉信は、翟義を大司馬・柱天大将軍、蘇隆を丞相、皋丹を御史大夫に、それぞれ任命している。劉信・翟義らは各郡国に檄を発し、王莽が毒酒をもって平帝を殺害したと糾弾したところ、翟義の軍が山陽郡に至るまでに10数万の勢力となった。またこれに呼応して、三輔の槐里（右扶風）では趙明・霍鴻らが蜂起し、各地を劫略しながら長安に迫っている。
翟義の反乱を知った王莽は驚き慌て、孫建・王邑・王駿ら7人の将軍を劉信・翟義の討伐に派遣した。孫建・王邑らは、まず甾（梁郡）で翟義軍を撃破し、劉璜を斬首している。さらに進軍して圉（陳留郡）を包囲し、翟義軍を殲滅した。翟義と劉信は包囲を脱して逃走したが、翟義は固始（汝南郡）の県境で王莽軍に捕縛され、磔刑に処せられた。劉信も、正確な経過・時期は不明だが、やはり死亡した。
翌居摂3年（8年）2月には三輔の趙明・霍鴻らも討滅され、わずか数カ月で反王莽軍は残らず鎮圧された。